# زون درزه سیستان
زون درزه سیستان (به انگلیسی: Sistan Suture Zone) در شرق ایران بخشی از سیستم کوهزایی نئوتتیس است که بر اثر همگرایی خردقاره‌های ایرانِ مرکزی و افغانستان تشکیل شده‌است. این پهنهٔ زمین‌ساختی در شرق بلوک لوت واقع شده‌است و از جنوب شرق به رشته‌کوه‌های مکران محدود می‌شود.
زون درزهٔ سیستان از یک منشور برافزایشی ناقص و یک حوضهٔ پیش‌کمان تشکیل شده و از جنوب شرقی بیرجند تا زاهدان کشیده شده‌است. منشور برافزایشی در °۳۲ شمالی، خود به دو کمبربند پوششی با روند شمال غربی تقسیم می‌شود که به کمپلکس‌های «رَتوک» و «نِه» موسوم‌اند. کمپلکس رتوک در قسمت شرقی و کمپلکس نِه در قسمت جنوب غربی منشور قرار دارند. رسوبات حوضهٔ پیش‌کمان سفیدابه با هر دو کمپلکس نِه و رتوک و حاشیهٔ جنوب غربی بلوک افغانستان همپوشانی دارد.